# امیلیانو ریگونی
امیلیانو آریل ریگونی (اسپانیایی: Emiliano Ariel Rigoni‎؛ زادهٔ ۴ فوریهٔ ۱۹۹۳) بازیکن فوتبال اهل آرژانتین است.
از باشگاه‌هایی که در آن بازی کرده‌است می‌توان به ایندپندینته، زنیت سن پترزبورگ، آتالانتا و سمپدوریا اشاره کرد.
وی همچنین در تیم ملی فوتبال آرژانتین بازی کرده‌است.